# جنوب بوري (دائرة انتخابية في المملكة المتحدة)
جنوب بوري (بالإنجليزية: Bury South)‏ هي إحدى الدوائر الانتخابية في المملكة المتحدة الممثلة في مجلس العموم في برلمان المملكة المتحدة.
عضو البرلمان الذي يمثلها حالياً هو :Mr Ivan Lewis (Lab).